# Jean Le Jeune
Jean Le Jeune (Arras, 1411 - Roma, 9 de setembro de 1451) foi um cardeal do século XV.

## Biografia
Nasceu em Arras em 1411. Dos senhores de Contay. Filho do oficial de justiça Robert le Jeune de Amiens. Seu sobrenome também está listado como de Macel e como Le Josne. Ele também está listado como Giovanni Giovani. Ele passou sua adolescência em Roma. Ele foi chamado de Cardeal de Thérouanne.
Obteve o doutorado em utroque iure , tanto em direito canônico quanto em direito civil, na Universidade de Nantes.
Cânon do capítulo da catedral de Amiens, 1424. Reitor da Universidade Romana ca. 1430. Decano do capítulo da catedral de Nantes.
Recebeu os pedidos menores.
Eleito bispo de Macon em 10 de janeiro de 1431; ele ainda não havia atingido a idade canônica. Transferido para a Sé de Amiens em 4 de março de 1433; e 26 de abril de 1433. Consagrado (nenhuma informação encontrada). Nomeado bispo de Conserans (Saint-Lizier), 1433 (2) . Transferido para a sé de Thérouanne em 26 de outubro de 1436; ocupou a sé até sua morte. Participou do Conselho de Ferrara-Florença como embaixador do duque de Borgonha.
Criado cardeal sacerdote no consistório de 18 de dezembro de 1439; recebeu o título de S. Prassede, 8 de janeiro de 1440. Optou pelo título de S. Lorenzo em Lucina ca. 1441. Foi notado em Florença em 22 de janeiro de 1440 e em 24 de outubro de 1442. Legado perante o rei Alfonso d'Aragón, a República Florentina, o doge de Veneza e outros príncipes cristãos para alcançar a paz entre eles. Foi inscrito em Roma na Irmandade do Espírito Santo em 10 de abril de 1446. Esteve em Roma em 21 de fevereiro de 1447 e participou do conclave de 1447 , que elegeu o Papa Nicolau V, no mês de março seguinte. Nomeado legado em Milão em 22 de maio de 1447; partiu para a Lombardia no dia 14 de junho seguinte. Legado também em Ferrara. Ele escreveu uma vida do Papa Eugênio IV.
Morreu em Roma em 9 de setembro de 1451, envenenado. Sepultado na igreja de S. Lorenzo em Lucina, Roma